# تاستین (کالیفرنیا)
تاستین (به انگلیسی: Tustin) شهری در شهرستان اورنج، کالیفرنیا ایالت کالیفرنیا است که در سرشماری سال ۲۰۱۰ میلادی، ۷۵۵۴۰ نفر جمعیت داشته است. 